# Weselina Kacarowa
Weselina Kacarowa, bułg. Веселина Кацарова (ur. 18 lipca 1965 w Starej Zagorze) – bułgarska śpiewaczka, mezzosopran.

## Życiorys
Rozpoczęła swoją edukację muzyczną we wczesnym dzieciństwie biorąc lekcje fortepianu w wieku 4 lat. Jej pierwszy poważny występ sceniczny miał miejsce w 1981 roku, kiedy miała 16 lat – wykonywała wówczas sonaty fortepianowe Mozarta w swoim rodzinnym mieście.
Po uzyskaniu dyplomu pianistycznego w roku 1987, Kacarowa rozpoczęła naukę śpiewu u Resy Kolewej w Akademii Muzycznej w Sofii. Kolewa nakłoniła ją do zwrócenia się w kierunku muzyki Mozarta i Rossiniego. Swój pierwszy występ wokalny dała w Starej Zagorze, śpiewając Habanerę z opery Carmen Bizeta. Później, jeszcze jako studentka, występowała w Bułgarskiej Operze Narodowej w Sofii. Wykonywała partię Rozyny w Cyruliku sewilskim w ramach egzaminu końcowego.

## Kariera
W 1988 roku, jeszcze jako studentka, przedstawiła swoje nagranie demo Herbertowi von Karajanowi, który po jego przesłuchaniu zaproponował młodej śpiewaczce występy w Operze Wiedeńskiej. Niestety, Karajan umarł tydzień później. Jego następca zaproponował Kacarowej dwuletni kontrakt rozpoczynający się w 1991 roku.
Kacarowa kończyła sofijskie konserwatorium w roku 1989, później, przez dwa lata, była zaangażowana do zespołu śpiewaczego opery w Zurychu Do jej pierwszych ról należały mniejsze partie w dziełach Wagnera (druga Norna i Wellgunda) w Zmierzchu bogów. Tego samego roku zdobyła pierwszą nagrodę na międzynarodowym konkursie wokalnym „Neue Stimmen (New Voices)” w Gütersloh, w Niemczech, sponsorowanym przez Bertelsmanna, właściciela wytwórni BMG Classics. W 1991 roku zadebiutowała podczas Festiwalu Mozartowskiego w Salzburgu występując podczas dwóch koncertów zorganizowanych z okazji dwusetnej rocznicy śmierci Mozarta. Wystąpiła także jako Annio w operze Łaskawość Tytusa, pod dyrekcją sir Colina Davisa. W tym samym roku opuściła Zurych, by rozpocząć występy w Wiedniu, gdzie zadebiutowała jako Rozyna w Cyruliku sewilskim Gioacchino Rossiniego. Zgodnie z kontraktem występowała w Wiedniu przez dwa lata, w tym czasie też wyszła za mąż za Szwajcara.
W 1992roku zaśpiewała w koncertowym wykonaniu opery Tankred Rossiniego. Od tego momentu była regularnym gościem na salzburskim festiwalu występując w takich operach Mozarta, jak: Łaskawość Tytusa, Idomeneo, Così fan tutte, Mitridate, Ombra Felice i w operze Berlioza Potępienie Fausta. Występowała także na festiwalach muzycznych w Bregencji, St. Moritz, Glyndebourne i Pesaro.
Kacarowa specjalizuje się w wykonywaniu partii mozartowskich i bel canto (Rossini, Bellini, Donizetti), ale dodaje do swojego repertuaru także role z oper barokowych takich jak Orfeusz z Orfeusza i Eurydyki Glucka, Ruggiero z Alciny Händla, Penelope z „Il ritorno d’Ullise in Patria” Monteverdiego, Neron i Poppea z Koronacji Poppei Monteverdiego oraz Ariodante z „Ariodante” Händla. Realizuje nagrania płytowe prezentujące partie operowe, pieśni, szczególnie kompozytorów francuskich.
W 2003 roku rozpoczęła współpracę z bułgarskim kompozytorem Krasimirem Kjurkczijskim. Owocem tej współpracy jest płyta zatytułowana ‘Bulgarian Soul’. Śpiewa tam z zespołem Cosmic Voices from Bulgaria oraz z ‘Soloists Orchestra’. Płyta zawiera zbiór bułgarskich pieśni ludowych.
„Wielu ludzi nie zna mojego rodzinnego kraju. Chciałabym odkryć przed nimi bułgarską duszę” – powiedziała o płycie artystka. Płyta zdobyła nagrodę German ECHO Award w kategorii „śpiewak roku” w 2003 oraz nagrodę Merkur Preis w 2005 roku.
Repertuar (od 2005) (partia/dzieło/kompozytor):
- Orphée/ „Orfeusz i Eurydyka”/ Christoph Willibald Gluck, wersja Berlioza;
- Leonora/ Gaetano Donizetti/ Faworyta;
- Zaida/ Donizetti/ Dom Sebastien;
- Ariodante/ Georg Friedrich Händel/ Ariodante;
- Ruggiero/ G.F. Händel/ Alcina;
- Charlotte/ Jules Massenet/ Werther;
- Neron i Poppea/ Claudio Monteverdi/ Koronacja Poppei;
- Penelopa/ C. Monteverdi/ Il ritorno d’Ulisse in Patria;
- Sekstus/ Wolfgang Amadeus Mozart/ Łaskawość Tytusa;
- Angelina/ Gioacchino Rossini/ Kopciuszek;
- Isabella/ G. Rossini/ Włoszka w Algierze;
- Rozyna/ G. Rossini/ Cyrulik sewilski;
- Oktawian/ Richard Strauss/ Kawaler z różą;
- Helena (Trojańska)/ Jacques Offenbach/ Piękna Helena

Mając na uwadze dbałość o zdrowie, rodzinę i karierę, Kacarowa przykłada ogromną wagę do wybierania odpowiednich propozycji. Rocznie występuje maksymalnie w 50 przedstawieniach.
Wraz z mężem i synem mieszka niedaleko Zurychu, w Szwajcarii, gdzie daje regularne koncerty i występuje w tamtejszej Opernhaus.

## Realizacje płytowe
- Czajkowski: Dama pikowa (1992) –- [VHS & audio CD] jako Paulina, Ozawa & Vienna State Opera;
- Bellini: Beatrice di Tenda  (1992) –- [audio CD] jako Agnese, Pinchas Steinburg & Orf Symphony Orchetra;
- Rossini: Tankred  (1996) –-[audio CD] jako Tankred; Roberto Abbado & Munich Radio Orchestra;
- Weber: Oberon  (1996) –-[audio CD] jako Fatima, Marek Janowski & Deutsches Symphonie-Orchester Berlin;
- Offenbach: Piękna Helena  (1997) –- [VHS & DVD] jako Helena, Nikolaus Harnoncourt & Zurich Opera (VHS i DVD prezentują przedstawienia oznaczone różnymi datami);
- Massenet: Werther  (1999) –-[Audio CD] jako Charlotte; Vladimir Jurowski & Deutsches Symphonie-Orchester Berlin;
- Bellini: I Capuleti e i Montecchi  (1999) –-[Audio CD] jako Romeo; R. Abbado & Munich Radio Orchestra;
- Berlioz: Potępienie Fausta  (1999) –- [DVD] jako Małgorzata; Sylvain Chambreling z Salzbura, 1999;
- Rossini: Cyrulik sewilski  (2001) –- [DVD] jako Rozyna; Nello Santi and Zurich Opera;
- Donizetti: Faworyta  (2001) –-[Audio CD] jako Leonora; Viotti & Munich Radio Orchestra;
- Monteverdi: Il ritorno d’Ulisse in patria  (2003) –- [DVD] jako Penelopa; N. Harnoncourt & Zurich Opera;
- Mozart: Łaskawość Tytusa  (2003) –-[DVD] jako Sekstus; Nikolaus Harnoncourt, Salzburger Festspiele (część projektu M22);
- Gluck: Orfeusz i Eurydyka  (2004) –-[DVD] jako Orfeusz; Ivor Bolton & Bavaria State Opera;
- R. Strauß: Der Rosenkavalier (Kawaler z różą)  (2005) –-[DVD] jako Oktawian; Franz Welser-Mōst & Zurich Opera;
- Mozart” Łaskawość Tytusa  (2005) –-[DVD] jako Sekstus; Franz Welser-Mōst from Zurich Opera;
- Mozart: Łaskawość Tytusa  (2006) –-[CD] jako Sekstus; Pinchas Steinburg & Munchner Rundfunkorchester;
- Mozart: Mitridate, ré di Ponto  (2006) –-[CD] jako Farnace; Sir Roger Norrington & Camerata Salzburg, 1997 Salzburg Festival;
- Rossini: Kopciuszek  (2006) –-[Doppel CD] jako Angelina, Carlo Rizzi & Munchner Rundfunkorchester;
- Donizetti: Dom Sebastien  (2007) –-[CD] jako Zaida; Mark Elder & ROH Orchestra;
- Händel: Alcina (2007) –- [SACD] jako Ruggiero; Ivor Bolton from Bavarian State Opera.

## Inne nagrania
- Hermann Suter Le laudi di San Francesco d’Assisi (1991) –-[Audio CD], Orkiestra Filharmonii Budapeszteńskiej, Chór dzieciecy Radia Węgierskiego;
- Wir Schwestern Zwei, Wir Schönen --[Audio CD] duety pieśniowe z Editą Gruberovą zawierające m.in. słynny „Duet kotów” Rossiniego (Duetto buffo di due gatti).
- Berlioz, Ravel, Chausson (1994) –-[Audio CD] cykl pieśni zrealizowany z Pinchasem Steinbergiem i ORF Symphonieorchester (nagroda Prix Maurice Ravel).
- A Portrait (1996) –-[Audio CD], Friedrich Haider i Munchner Rundfunkorchester. Arie z oper Händla (Rinaldo), Glucka (Orfeusz i Eurydyka), Mozarta (Wesele Figara), Rossiniego Il barbiere di Siviglia i L’italiana in Algeri, Donizetti Anna Bolena, La favorita, Bellini I Capuleti e i Montecchi.
- Franz Schubert: Mass No. 6 in E-Major (1997) –-[Audio CD] – Riccardo Muti, Wiener Philharmoniker, Chór Mitteldeutschen Rundfunks, Lipsk
- Gustav Mahler: Symphony No. 8 in E-Major „Sinfonie der Tausend” (1997) –-[Audio CD] – Sir Colin Davis, Symphonieorchester des Bayerischen Rundfunks
- Mozart Arias (1997) –-[Audio CD] – Sir Colin Davis and the Staatskapelle Dresden. Arie z oper Così fan tutte, Wesele Figara’, Idomeneo, Mitridate, Don Giovanni, Lucio Silla, „Łaskawość Tytusa”. Nagranie nominowane do nagrody Grammy.
- Schubert, Brahms, Schumann: Lieder (1999) [Audio CD] – Friedrich Haider
- Rossini: Arias and Duets (2000) [Audio CD] – Juan Diego Florez, Arthur Fagen & Musikalische Leitung. Nagranie zdobt\yło nagrodę Cannes Classical Awards dla XIX–XX wiecznego Recitalu pieśniarskiego lub wokalnego 2000 roku.
- Nuit Resplendissante (2001) [Audio CD] – mało znane opery francuskie – Frédéric Chaslin, Münchner Rundfunkorchester
- Love Entranced: French Opera Arias (2002) [Audio CD] – Frédéric Chaslin and the Munich Radio Orchestra.
- Bulgarian Soul: Kyurkchiyski (2003) [Audio CD] – Cosmic Voices from Bulgaria – Vania Moneva, Sofia Soloists Chamber Orchestra pod Tzanko Delibozovem – tradycyjne bułgarskie pieśni ludowe. Nagranie nominowane do niemieckiej nagrody ECHO Klassik (Klasyka bez granic).
- Berlin Opera Night (2004) –-[DVD & audio CD] – scenia pisania listu z Werthera – część koncertu galowego organizowanego przez fundację walczącą z AIDS. CD nosi tytuł Gala Night
- The Magic of Kasarova (2004) [Audio CD] – kompilacja zawierająca arie z najgłośniejszych ról Kacarowej.
- Belle de Nuit (15 lutego 2008) [Audio CD] arie Offenbacha.

## Telewizyjne filmy dokumentalne
- Vesselina Kasarova: Ein Portrait: Mozart ist ohne Ende (BMG Classic & Saarländischer Rundfunk) Wywiad z 1997 z fragmentami z oper Idomeneo in Florence, I Capuleti e i Montecchi z Paryża, zrealizowanych podczas sesji nagraniowej przy tworzeniu albumu Mozart Arias CD w Dreźnie.
- Tell Me, Little White Cloud (Arte-TV) Powstawanie płyty of Bulgarian Soul CD.
- Vesselina Kasarova: Die Kunst der Verwandlung (ORF) 2005 dokumantacja kariery Kacarowej.